# Henry William Greville
Pour les articles homonymes, voir Gréville.
Henry William Greville (28 octobre 1801 - 12 décembre 1872) est un aristocrate et chroniqueur anglais.

## Biographie
Il est le plus jeune fils de Charles Greville, petit-fils du cinquième Lord Warwick, et de Lady Charlotte Cavendish Bentinck, fille aînée de William Cavendish-Bentinck (3e duc de Portland). Il est né le 28 octobre 1801 et fait ses études à la Westminster School et à la Christ Church d'Oxford, où il obtient son baccalauréat le 4 juin 1823. Une grande partie de son enfance se passe sur le continent, principalement à Bruxelles, où réside sa famille. Il apprend ainsi à parler couramment le français et l'italien. Il est emmené par le duc de Wellington au célèbre Bal de la duchesse de Richmond à Bruxelles la veille de la bataille de Waterloo. Il devient secrétaire particulier de Lord Francis Egerton, plus tard comte d'Ellesmere, alors secrétaire en chef pour l'Irlande. De 1834 à 1844, il est attaché à l'ambassade britannique à Paris. Il occupe ensuite le poste de gentilhomme huissier à la cour.
Greville aime la société, la musique et le drame. Fanny Kemble le connaissait bien et décrit sa belle voix et sa belle apparence dans ses Records of a Girlhood, iii. 173. Il est connu pour avoir été homosexuel et entretenait une relation étroite avec le jeune artiste Frederic Leighton qu'il rencontre à Florence en 1856. Les lettres de Greville sont pleines de surnoms pour Leighton – l'appelant « Fay » et « Bimbo » et l'appelant « mon cher garçon ». Cependant, l'affection ne semble pas avoir été réciproque .
Il meurt le 12 décembre 1872 dans sa maison de Mayfair. Comme son frère, Charles Greville, il tient pendant de nombreuses années de sa vie un journal de ces événements, publics et privés, qui l'intéressent particulièrement, dont une partie est éditée par sa nièce, la vicomtesse Enfield, sous le titre, Feuilles du journal d'Henry Greville, 1883–4, 2 vol. 8vo. Le Journal tire sa principale importance en tant qu'autorité historique de la position de l'auteur à Paris entre 1834 et 1844.